# 1978年の読売ジャイアンツ
1978年の読売ジャイアンツでは、1978年の読売ジャイアンツの動向をまとめる。
この年の読売ジャイアンツは、長嶋茂雄監督の4年目のシーズンである。

## 概要
2年続けて日本シリーズで敗れたチームはドラフト会議で山倉和博を、さらに大洋からジョン・シピンを獲得し万全の戦力でシーズンに臨んだ。序盤は大洋と、6月にはヤクルトを加えた三つ巴の首位争いを展開。しかし7月に入ると、6日の広島戦では2回表に3投手で10四球のプロ野球ワースト記録で大敗、さらに10日のヤクルト戦では初回にシピンが死球に怒り鈴木康二朗に暴行を働き退場、さらに3回には降板を命じられた先発クライド・ライトが激昂し、試合中にもかかわらずシピンの車で帰宅しその後退団という騒動を起こした。それでもチームはそこから9連勝をマークし一気に首位浮上、8月下旬には2位ヤクルトに4.5ゲーム差を付けマジック点灯目前まで迫った。ところが直後の直接対決3連戦を2敗1分で終えるとそこからチームは失速、3試合連続サヨナラ勝ちで勢いづくヤクルトとは対照的に下位相手に取りこぼしが続き、ついにヤクルトにマジックが点灯。そのまま2度と首位に返り咲くことはなく10月4日にV逸が決定。投手陣はチーム防御率3.61でリーグ1位、29セーブもリーグ1位を記録したが、一方で打撃陣はベテラン陣の衰えもあり136本塁打でリーグ5位に転落し、世代交代の足音が聞こえ始めた。チームは2位で終えたものの10月1日には水原茂がテレビ番組で「巨人軍の敗因は長嶋の采配ミスにある。今年の長嶋の野球を見ていると彼は野球を知らないのではないかと思える」と発言し、圧倒的な戦力を有しながら優勝を逃した長嶋采配への批判が起こり始めた。そして11月21日、西武との交渉期限が切れた江川卓と入団契約を強行、江川事件の幕開けとなる。

## チーム成績

### レギュラーシーズン
| 1 | 中 | 柴田勲   |
| 2 | 二 | 土井正三 |
| 3 | 左 | 張本勲   |
| 4 | 一 | 王貞治   |
| 5 | 右 | 柳田真宏 |
| 6 | 三 | 高田繁   |
| 7 | 遊 | 河埜和正 |
| 8 | 捕 | 山倉和博 |
| 9 | 投 | 堀内恒夫 |

| 順位 | 4月終了時 | 4月終了時 | 5月終了時 | 5月終了時 | 6月終了時 | 6月終了時 | 7月終了時 | 7月終了時 | 8月終了時 | 8月終了時 | 最終成績 | 最終成績 |
| ---- | --------- | --------- | --------- | --------- | --------- | --------- | --------- | --------- | --------- | --------- | -------- | -------- |
| 1位  | 巨人      | --        | 巨人      | --        | ヤクルト  | --        | 巨人      | --        | 巨人      | --        | ヤクルト | --       |
| 2位  | 大洋      | 0.0       | 大洋      | 0.5       | 巨人      | 2.5       | ヤクルト  | 2.0       | ヤクルト  | 1.5       | 巨人     | 3.0      |
| 3位  | 中日      | 3.0       | ヤクルト  | 1.5       | 大洋      | 3.0       | 大洋      | 5.5       | 大洋      | 3.5       | 広島     | 5.0      |
| 4位  | ヤクルト  | 3.5       | 中日      | 3.5       | 中日      | 5.5       | 中日      | 10.5      | 広島      | 5.5       | 大洋     | 7.5      |
| 5位  | 阪神      | 4.0       | 広島      | 9.0       | 広島      | 8.5       | 広島      | 11.0      | 中日      | 9.0       | 中日     | 20.0     |
| 6位  | 広島      | 4.5       | 阪神      | 12.5      | 阪神      | 19.5      | 阪神      | 22.0      | 阪神      | 25.5      | 阪神     | 30.5     |

| 順位 | 球団               | 勝 | 敗 | 分 | 勝率 | 差   |
| 1位  | ヤクルトスワローズ | 68 | 46 | 16 | .596 | 優勝 |
| 2位  | 読売ジャイアンツ   | 65 | 49 | 16 | .570 | 3.0  |
| 3位  | 広島東洋カープ     | 62 | 50 | 18 | .554 | 5.0  |
| 4位  | 横浜大洋ホエールズ | 64 | 57 | 9  | .529 | 7.5  |
| 5位  | 中日ドラゴンズ     | 53 | 71 | 6  | .427 | 20.0 |
| 6位  | 阪神タイガース     | 41 | 80 | 9  | .339 | 30.5 |

## オールスターゲーム1978
| - 監督 長嶋茂雄 | - ファン投票 王貞治 柴田勲 | - 監督推薦 小林繁 新浦寿夫 張本勲 |

## できごと
- 4月5日 - 横浜スタジアムでの横浜大洋ホエールズ戦で、柳田真宏が同球場開場初の本塁打を打つ。
- 6月14日 - 阪神タイガースとのダブルヘッダー、第1試合の1回に王貞治は2ラン本塁打を打ち、野村克也（当時ロッテオリオンズ）の1947打点を抜く1949打点。更に同試合の9回に張本勲が右前打し、同じ野村の2827安打を抜く2828安打。1試合で2種類の日本新記録が誕生した。
- 7月10日 - ジョン・シピンはヤクルトスワローズ戦で1回に鈴木康二朗に死球を受けて、激怒して同投手に襲いかかって退場。またクライド・ライトは同試合で3回にKO、控え室で興奮の挙げ句に報道カメラマンに暴行、退団のきっかけとなる。（ライトは7月15日に事実上の退団が決定し、翌16日に現役引退を表明している。）
- 8月30日 - 王貞治が横浜大洋ホエールズ戦で1回に大川浩から800号本塁打を放つ。
- 11月21日 - 巨人はドラフト会議でクラウンライターライオンズに指名されながら拒否し、野球浪人状態だった江川卓と契約を締結したと発表。これに対し、セントラル・リーグの鈴木龍二会長は「契約の申請は却下」と言い渡す。
- 11月22日 - 前日江川卓との契約を却下された事で、ジャイアンツは今日開催のドラフト会議を欠席。江川は阪神タイガースが指名した。

## 表彰選手
| - 角三男 新人王 - 王貞治 打点王（118打点、8年連続13度目） 最多出塁数（247個、12年連続12度目） - 柴田勲 盗塁王（34盗塁、2年連続6度目） - 新浦寿夫 最優秀防御率（2.81、2年連続2度目） 最優秀救援投手（25SP、初受賞） | - ベストナイン 新浦寿夫（投手、初受賞） 王貞治（一塁手、17年連続17度目） - ダイヤモンドグラブ賞 堀内恒夫（投手、7年連続7度目） 王貞治（一塁手、7年連続7度目） 土井正三（二塁手、初受賞） |

## ドラフト
いわゆる空白の一日により、ドラフト会議をボイコット